# 266 v.Chr.
Het jaar 266 v.Chr. is een jaartal volgens de christelijke jaartelling.

## Gebeurtenissen

### India
- Keizer Asoka bekeert tot het boeddhisme en breidt zijn rijk verder zuidwaarts uit.

### Italië
- In Rome breekt een pestepidemie uit, de bewoners ontvluchten de stad.
- De Romeinen onderwerpen in Umbrië bij Rimini de Salentijnen.

## Overleden
- Mithidates I, stichter van het koninkrijk Pontus